# Vegaviidae
Los vegavíidos (Vegaviidae) son una familia de aves Anseriformes que incluye 5 géneros, sin integrantes vivientes, los que vivieron en el Cretácico superior y el Paleógeno de la Antártida y Nueva Zelanda y en el Cretácico superior y el eoceno de Chile, en el sur de Sudamérica.

## Taxonomía
Descripción original
Esta familia fue descrita originalmente en el año 2017 por los paleontólogos Federico L. Agnolín, Federico Brissón Egli, Sankar Chatterjee, Jordi Alexis Garcia Marsà y Fernando E. Novas.
Etimología
Etimológicamente el término genérico Vegavis (el género típico de esta familia) es un topónimo que refiere al lugar donde se colectó el ejemplar tipo, la antártica isla Vega, combinado con la palabra "avis", que en latín significa ‘ave’.
Subdivisión
Esta familia se compone de los siguientes géneros:
- Neogaeornis Lambrecht, K. (1929) del Maastrichtiense del sur de Chile,[3]
- Polarornis Chatterjee, 2002 de la Antártida,[4]
- Vegavis Clarke, Tambussi, Noriega, Erickson, & Ketcham, 2005 de la Antártida,[2]
- Australornis Mayr & Scofield, 2014 de Nueva Zelanda.[5]
- Maaqwi Sandy et al., 2017, de Canadá.[6]

## Características
Estas aves presentan caracteres que son adaptaciones al buceo, entre las que se encuentran: huesos de los miembros posteriores con superficie compacta y engrosada, fémur comprimido anteroposteriormente, fosa poplítea profunda y ancha delimitada por una cresta medial, tibiotarso mostrando notables crestas cnemiales expandidas proximalmente, cresta fibular expandida, compresión anteroposterior del eje tibial y un tarsometatarso con eje con fuerte compresión transversal.
Se cree que estos anseriformes basales eran abundantes y diversos en regiones australes a elevadas latitudes. Este linaje aviar no fue afectado por el evento de extinción masiva ocurrido durante el final del Mesozoico.